# Dubys Veilchen
Dubys Veilchen (Viola dubyana) ist eine Pflanzenart aus der Gattung Veilchen (Viola) innerhalb der Familie der Veilchengewächse (Violaceae).

## Beschreibung

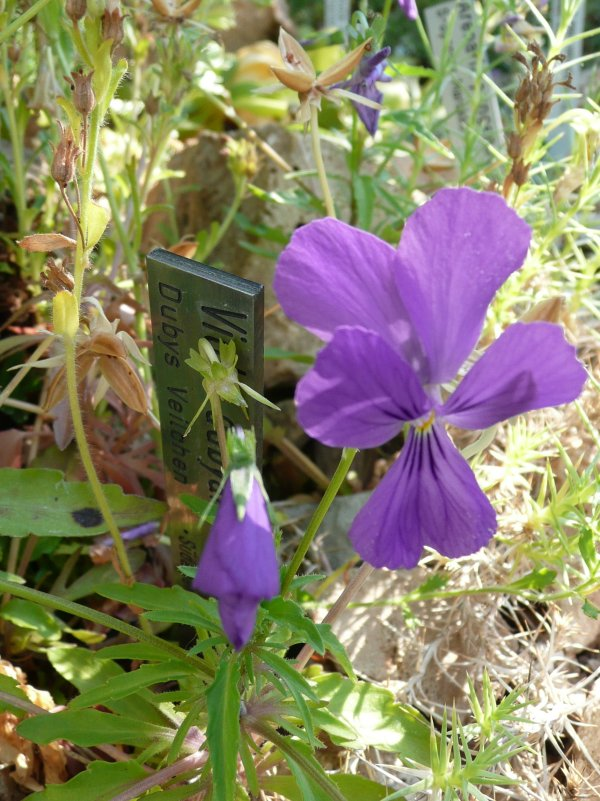
Blüte

### Vegetative Merkmale
Dubys Veilchen wächst als verzweigte, ausdauernde krautige Pflanze und erreicht Wuchshöhen von 10 bis 25 Zentimetern. Die oberirdischen Pflanzenteile sind kahl oder kurz behaart. Die Stängel sind aufsteigend bis aufrecht, sie sind einfach oder nur am Grund verzweigt.
Die unteren Laubblätter besitzen eine bei einer Länge von 5 bis 10 Millimetern breit-eiförmige Blattspreite mit gekerbtem Rand, die auf jeder Seite zwei bis vier rundliche Kerbzähne besitzt. Die oberen Laubblätter bestehen aus einem Blattstiel und einer bei einer Breite von 2 bis 4 Millimetern schmal-lanzettlichen bis linealischen Blattspreite. Die Nebenblätter sind fast so lang wie die Laubblätter und fingerförmig in drei bis sieben schmale, linealische Abschnitte geteilt. Der Endzipfel der Nebenblätter ist ganzrandig.

### Generative Merkmale
Die Blütezeit reicht von Mai bis Juli. Der Blütenstiel ist 3 bis 7 Zentimeter lang.
Die zygomorphen Blüten sind einer Länge von 20 bis 25 Millimetern zygomorph und fünfzählig mit doppelter Blütenhülle. Die fünf Kelchblätter sind lanzettlich mit kurzen, rundlichen Anhängseln. Die fünf violetten Kronblätter sind schmal eiförmig, die seitlichen und das untere Kronblatt besitzen dunkle Flecke oder Striche am Grund, das untere Kronblatt weist einen gelben Fleck und dunkelviolette Nektarstriche auf. Der gerade Sporn ist mit einer Länge von 5 bis 6 Millimeter gut halb so lang wie das restliche Kronblatt.
Die Kapselfrucht ist kürzer als die Kelchblätter.

## Vorkommen
Dubys Veilchen ist endemisch in den Südlichen Kalkalpen zwischen dem Comer See und dem Gardasee zwischen Grigna und Monte Baldo. In den subalpinen bis alpinen Höhenstufen gedeiht Dubys Veilchen in Höhenlagen von 900 bis 2100 Metern in Kalkschutt, auf Magerrasen und in Felsspalten.

## Geschichte
Viola dubyana ehrt den Genfer Pfarrer und Floristen Jean Étienne Duby (1798–1885), der diese Art 1817 an den Corni di Canzo am Comersee entdeckt und an Jean Gaudin übermittelt hat. Vorher hatte sie schon Comolli am Comersee gefunden und bald danach entdeckte sie Ciro Pollini (1782–1833) in Südtirol. Gaudin beschrieb sie unter dem Namen Viola declinata, ein Name der aber vorher schon von Waldstein und Kitaibel für eine andere Art verwendet worden war. Den korrekten Namen Viola dubyana Burnat ex Gremli erhielt sie erst 1878 durch August Gremli in seiner Excursionsflora für die Schweiz, 3. Auflage, S. 438, der den Namen aber Émile Burnat (1833–1922) zuschrieb.